# Pudahuel
Pudahuel är en kommun i Chile.   Den ligger i provinsen Provincia de Santiago och regionen Región Metropolitana de Santiago, i den södra delen av landet, 19 km väster om huvudstaden Santiago de Chile. Kommunen har 195 653 invånare. 
Chiles internationella flygplats Comodoro Arturo Merino Benítez internationella flygplats ligger i kommunen.